# Wassili Filippowitsch Margelow

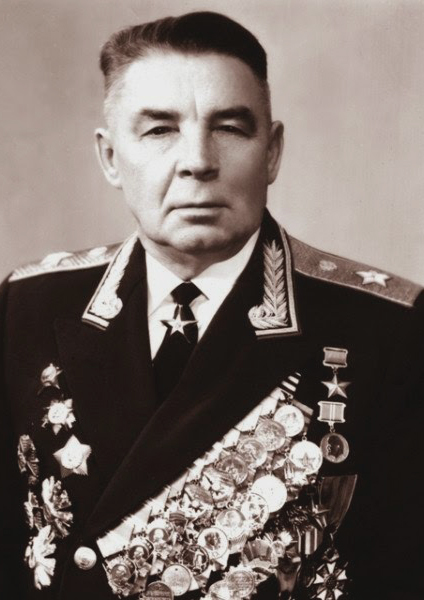
Wassili Margelow

Wassili Filippowitsch Margelow (russisch Василий Филиппович Маргелов; * 14. Dezemberjul. / 27. Dezember 1909greg. in Jekaterinoslaw; † 4. März 1990 in Moskau) war ein Armeegeneral der sowjetischen Luftlandetruppen.

## Leben
Er wurde 1928 in die Rote Armee einberufen. Im Februar 1934 wurde er zum stellvertretenden Kompanieführer ernannt, im Mai 1936 zum Kommandeur einer Maschinengewehrkompanie. Ab 25. Oktober 1938 kommandierte er das 2. Bataillon des 23. Schützenregiments der 8. Schützendivision.
Margelow nahm am Zweiten Weltkrieg teil und wurde mehrfach verwundet. 
Im Juli 1942 wurde er Kommandant des 13. Garde-Schützenregiments, dann war er Stabschef und im Juli 1943 stellvertretender Kommandeur der 3. Garde-Schützendivision, welche an der Mius-Front eingesetzt war. Im Herbst 1943 und nach längerer Unterbrechung kommandierte er ab Januar 1944 als Oberst die 49. Garde-Schützen-Division der 5. Stoßarmee, welche an der Überquerung des Dnjepr und unter zeitweiligen Unterstellung bei der 28. Armee an der Befreiung von Cherson teilnahm, wofür er am 21. März 1944 den Titel eines Helden der Sowjetunion erhielt. Im Frühjahr 1945 kämpfte seine Division im Verband des 10. Garde-Schützenkorps bei der 46. Armee und wurde bei der Schlacht um Budapest eingesetzt.
An der Moskauer Siegesparade nahm er im Range eines Generalmajors mit Gardestatus als Kommandeur eines Bataillons des kombinierten Regiments der 2. Ukrainischen Front teil.
Nach dem Krieg absolvierte er die Woroschilow-Militärakademie und wurde darauf am 30. April 1948 zum Kommandeur der 76. Garde-Luftlandedivision ernannt. Von April 1950 bis Mai 1952 und von April 1953 bis Juni 1954 war er Kommandant des 37. Garde-Luftlandekorps in Fernost. Danach wurde er bis 1959 zum Kommandanten der gesamten sowjetischen Luftlandetruppen ernannt. Am 28. Oktober 1967 wurde er zum Armeegeneral ernannt und überwachte infolge die Aktionen der Luftlandetruppen beim Einsatz der sowjetischen Truppen in der Tschechoslowakei.
Er widmete sich bis zu seinem 70. Altersjahr dem Aufbau der Luftlandetruppen als eigenständiger Waffengattung und ihrer Ausrüstung mit schwerer Technik. Sein Sohn Major Alexander Margelow saß in dem Luftlandepanzer BMD-1, der am 23. Januar 1976, erstmals in der Welt, mit Besatzungsmitgliedern im Inneren des Panzers an Fallschirmen abgesetzt wurde.
Bis heute ist Margelow die Identifikationsfigur der russischen Luftlandetruppen. Die Hochschule der Luftlandetruppen in Rjasan ist nach ihm benannt.
Margelow war verheiratet und hatte fünf Söhne. Er wurde auf dem Nowodewitschi-Friedhof in Moskau bestattet.

## Auszeichnungen
Wassili Margelow wurde im Jahr 1944 als Held der Sowjetunion ausgezeichnet, war vierfacher Träger des Leninordens (1944, 1953, 1968, 1978) und Träger des Staatspreises (1975). Neben zahlreichen weiteren in- und ausländischen Auszeichnungen wurden ihm die Legion of Merit und der Bronze Star der USA verliehen (1945), und der Stern der Völkerfreundschaft der DDR (1978).